# گاروچا
گاروچا (به اسپانیایی: Garrucha) دهستانی در استان آلمریای اسپانیا است.
در این دهستان ۸۶۲۶ نفر زندگی می‌کنند. مساحت این دهستان ۸ کیلومتر مربع است.